# Adina Howard
Adina Howard (* 14. November 1974 in Grand Rapids, Michigan) ist eine amerikanische Sängerin.

## Karriere
Bekannt wurde Adina Howard mit dem Titel Freak Like Me aus dem Album „Do You Wanna Ride“, der 1995 bis auf Platz 2 in den US-Single-Charts kam. Das Lied wurde in den USA ein Millionenseller, das Album erreichte Goldstatus. Weitere Songs von ihr verfehlten die oberen Ränge der Hitparaden seitdem deutlich.
1996 coverte sie mit Warren G den Tina-Turner-Klassiker What’s Love Got to Do with It aus dem Jahr 1984 für den Soundtrack des Jackie-Chan-Films Supercop.

## Diskografie

### Studioalben
| Jahr | Titel                     | Höchstplatzierung, Gesamtwochen, AuszeichnungChartsChartplatzierungen (Jahr, Titel, Platzierungen, Wochen, Auszeichnungen, Anmerkungen) | Anmerkungen                            |
| Jahr | Titel                     | US | Anmerkungen                            |
| ---- | ------------------------- | --- | -------------------------------------- |
| 1995 | Do You Wanna Ride?        | US39 Gold · (26 Wo.)US | Erstveröffentlichung: 28. Februar 1995 |
| 1997 | Welcome To Fantasy Island | — | Erstveröffentlichung: 29. Juli 1997    |
| 2004 | The Second Coming         | — | Erstveröffentlichung: 6. April 2004    |
| 2007 | Private Show              | — | Erstveröffentlichung: 26. Juni 2007    |
| 2017 | Resurrection              | — | Erstveröffentlichung: 14. April 2017   |

### Singles als Leadmusikerin
| Jahr | Titel Album                                     | Höchstplatzierung, Gesamtwochen, AuszeichnungChartplatzierungen (Jahr, Titel, Album, Platzierungen, Wochen, Auszeichnungen, Anmerkungen) | Höchstplatzierung, Gesamtwochen, AuszeichnungChartplatzierungen (Jahr, Titel, Album, Platzierungen, Wochen, Auszeichnungen, Anmerkungen) | Anmerkungen                           |
| Jahr | Titel Album                                     | UK | US | Anmerkungen                           |
| ---- | ----------------------------------------------- | --- | --- | ------------------------------------- |
| 1995 | Freak Like Me Do You Wanna Ride?                | UK33 (6 Wo.)UK | US2 Platin · (30 Wo.)US | Erstveröffentlichung: 25. Januar 1995 |
| 1995 | My Up And Down Do You Wanna Ride?               | — | US68 (10 Wo.)US | Erstveröffentlichung: Juli 1995       |
| 1997 | (Freak) And U Know It Welcome To Fantasy Island | — | US70 (7 Wo.)US | Erstveröffentlichung: Juli 1997       |

### Singles als Gastmusikerin
| Jahr | Titel Album                                                  | Höchstplatzierung, Gesamtwochen, AuszeichnungChartplatzierungen (Jahr, Titel, Album, Platzierungen, Wochen, Auszeichnungen, Anmerkungen) | Höchstplatzierung, Gesamtwochen, AuszeichnungChartplatzierungen (Jahr, Titel, Album, Platzierungen, Wochen, Auszeichnungen, Anmerkungen) | Höchstplatzierung, Gesamtwochen, AuszeichnungChartplatzierungen (Jahr, Titel, Album, Platzierungen, Wochen, Auszeichnungen, Anmerkungen) | Höchstplatzierung, Gesamtwochen, AuszeichnungChartplatzierungen (Jahr, Titel, Album, Platzierungen, Wochen, Auszeichnungen, Anmerkungen) | Höchstplatzierung, Gesamtwochen, AuszeichnungChartplatzierungen (Jahr, Titel, Album, Platzierungen, Wochen, Auszeichnungen, Anmerkungen) | Anmerkungen                                                            |
| Jahr | Titel Album                                                  | DE | AT | CH | UK | US | Anmerkungen                                                            |
| ---- | ------------------------------------------------------------ | --- | --- | --- | --- | --- | ---------------------------------------------------------------------- |
| 1996 | What’s Love Got To Do With It Take a Look Over Your Shoulder | DE3 Gold · (18 Wo.)DE | AT5 (14 Wo.)AT | CH6 (18 Wo.)CH | UK2 Silber · (12 Wo.)UK | US32 (19 Wo.)US | Erstveröffentlichung: 10. September 1996 Warren G feat. Adina Howard   |
| 2004 | Freaks The Process                                           | — | — | — | — | US69 (10 Wo.)US | Erstveröffentlichung: 2004 Play-N-Skillz feat. Krayzie Bone & Warren G |